# Lions (rugby)

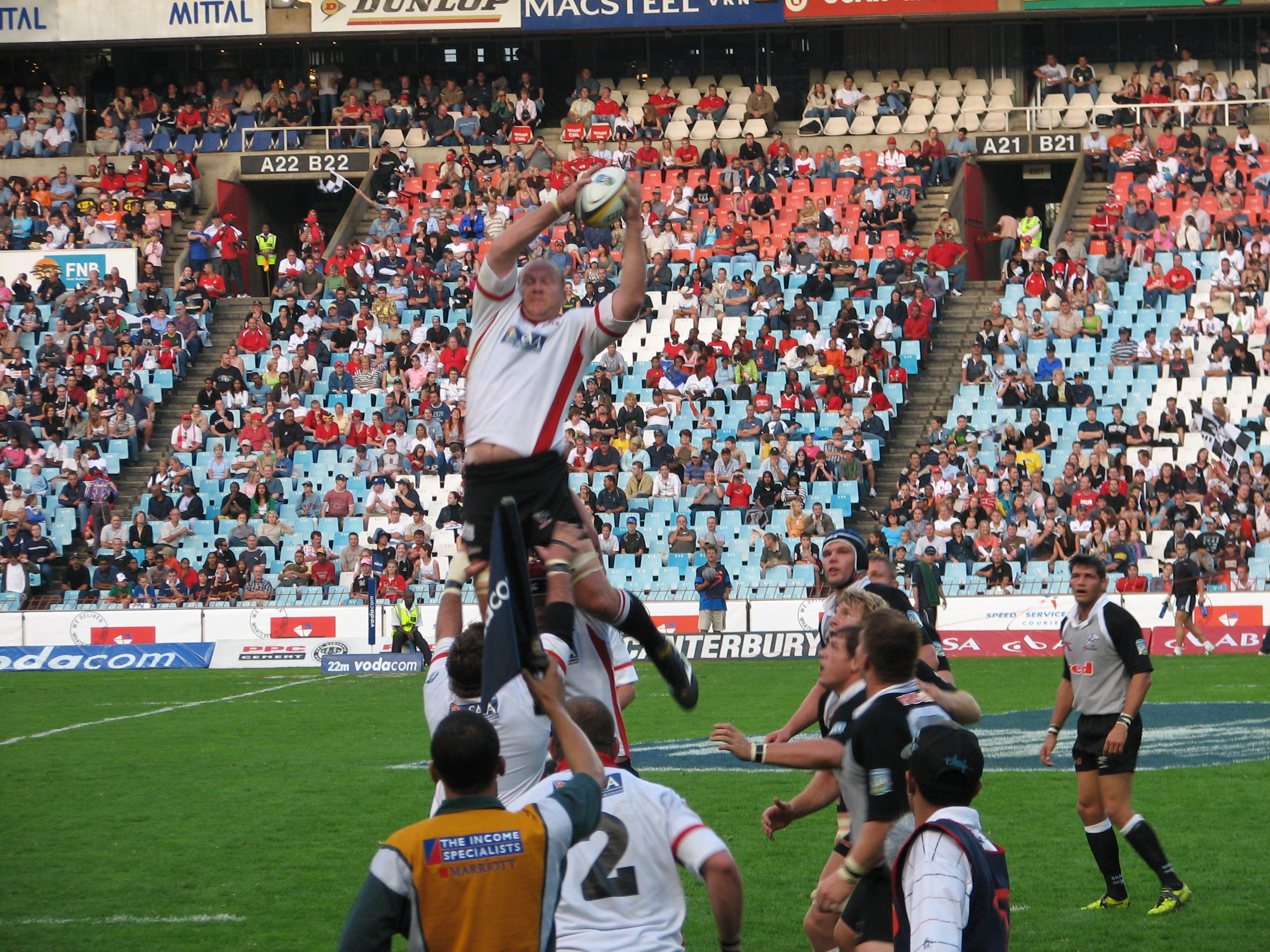
Un jugador de los Lions captura la pelota en un partido del Super Rugby 2006.

Lions, en español Leones, anteriormente llamado Cats, es un equipo profesional de rugby ubicado en Johannesburgo, en Sudáfrica, y que disputa el United Rugby Championship, un torneo que agrupa franquicias de Escocia, Gales, Irlanda, Italia y Sudáfrica.
Juega de local en el Estadio Ellis Park de la ciudad de Johannesburgo, y utiliza camiseta roja y pantalón negro.

## Historia
En 1998 se crearon los Cats, en español Gatos, una de las cuatro franquicias sudafricanas en el Super Rugby. La conformaban los Golden Lions del sur de Gauteng, así como jugadores de Free State y Northern Cape.
En 2006, las provincias de Free State y Northern Cape se asignaron a una quinta franquicia, los Cheetahs. En tanto, los Cats pasaron a incorporar jugadores de las provincias de Mpumalanga y North West, que antes correspondían a la franquicia de los Bulls. El equipo adoptó la denominación Lions para la temporada 2007.
Los Lions obtuvieron el quinto puesto en 1997, el cuarto en 2000 y el tercero en 2001.
El equipo perdió su plaza en el Super Rugby 2013 a manos de los Southern Kings, y la recuperó para la temporada 2014.
El año 2016 obtiene su mejor resultado hasta la fecha, quedando como subcampeón al perder la final frente a los Hurricanes de Nueva Zelanda.
En 2017 vuelve a llegar a una final de Super Rugby, perdiendola en el Ellis Park de Johannesburgo frente a los Crusaders de Nueva Zelanda por 17-25.
En 2020, luego de la pandemia de COVID-19, los equipos sudafricanos decidieron abandonar el Super Rugby buscando unirse a un torneo de Europa, el torneo al que ingresaron fue el Pro14, un torneo que agrupa a clubes de Escocia, Italia, Irlanda y Gales, con la inclusión de los equipos sudafricanos, el torneo cambió su denominación a United Rugby Championship, uno de los factores importantes en la toma de la decisión fueron los largos viajes a Nueva Zelanda y Australia que impedía que los equipos disputaran sus encuentros en la zona horaria correspondiente a Sudáfrica, con la inclusión en el torneo los equipos de Sudáfrica podrán clasificar a la Copa de Campeones Europeos de Rugby.

## Palmarés
Super Rugby
- Subcampeón (3): 2016, 2017, 2018

- Grupo Sudafricano (2): 2016 y 2017.
- Conferencia Sudafricana (3): 2016/2, 2017/2 y 2018.